# Morone mississippiensis
Morone mississippiensis är en sötvattenslevande art i familjen egentliga havsabborrfiskar och nära släkting till vitbass (M. chrysops) och strimmig havsabborre (M. saxatilis), som förekommer i Nordamerika.

## Utseende
Arten är en förhållandevis hög fisk med en kropp som är ihoptryckt från sidorna. Ryggfenan är uppdelad i två delar; en främre med taggstrålar, och en bakre med mjukstrålar. Ryggen är mörkgrön, medan resten av kroppen är silverfärgad till gulaktig med flera mörka, avbrutna strimmor längs sidorna. Som mest kan den bli 46 cm lång och väga 11 kg, men är vanligtvis mycket mindre.

## Vanor
Morone mississippiensis finns i flodernas lugnvatten, dammar och sjöar. De vuxna djuren lever av fisk, medan ungfiskarna tar små kräftdjur och mygglarver. Arten kan bli upp till 7 år. Den bildar ofta stim.

### Fortplantning
Arten blir könsmogen vid omkring 3 års ålder. Leken sker under våren, främst när vattentemperaturen når upp till 20°C-22°C. Den har yttre befruktning, och saknar yngelvård.

## Utbredning
Ursprungsområdet är Michigansjön och Mississippifloden från Wisconsin och Minnesota söderut till Alabama, Louisiana och Texas, västerut till västra Iowa och östra Oklahoma, samt österut till västra Indiana och östra Tennessee. Den har emellertid spritt sig till Arizona, Georgia, Illinois, Iowa, Kansas, Michigan, Nebraska och Tennessee.

## Betydelse för människan
Ett visst sportfiske bedrivs, men fisken har begränsad popularitet på grund av dess normalt ringa storlek.